# Аппунн, Антон
Антон Аппунн (нем. Anton Appunn; 20 июня 1839, Ханау — 13 января 1900, Ханау) — немецкий музыкант и учёный-акустик. Сын учёного-акустика Георга Августа Аппунна, отец музыканта Генриха Аппунна.
Окончил Лейпцигскую консерваторию, преподавал музыку в своём родном городе. В 1876—1883 гг. возглавлял ораториальный хор в Ханау, работал органистом в местной Французской церкви.
Продолжал акустические исследования своего отца, особенно в связи с вопросами устройства органов и других музыкальных инструментов. Опубликовал работу «Акустические опыты по восприятию низких звуков» (нем. Akustische Versuche über Wahrnehmung tiefer Töne; 1889) и музыковедческий труд «Естественная система гармонии, с преимущественным вниманием к её применению в музыкальной практике» (нем. Ein natürliches Harmoniesystem mit besonderer Rücksicht auf Anwendung in der musikalischen Praxis; 1893). Предложил оригинальную конструкцию колокола с крестообразным языком. Был одним из крупнейших в Германии производителей камертонов, использовавшихся как музыкантами, так и врачами-отоларингологами.